# This Fool
Pour les articles homonymes, voir Fool.
This Fool est une série télévisée américaine, créée par Chris Estrada (en), Pat Bishop, Matt Ingebretson et Jake Weisman, diffusée depuis le 12 août 2022 sur Hulu. 
En novembre 2022, est annoncée le tournage d'une deuxième saison, disponible fin juillet 2023,.
En France, la série est disponible sur Disney+.

## Distribution
Acteurs principaux
- Chris Estrada (en) (VF : Maurice Decoster) : Julio Lopez
- Frankie Quiñones (en) (VF : Marc Saez) : Luis
- Michael Imperioli (VF : Laurent Maurel) : le ministre Payne
- Michelle Ortiz : Maggie
- Laura Patalano : Esperanza
- Julia Vera : Maria
- Sandra Marcela Hernandez : Ana
- Anna LaMadrid : Rocio
- Fabian Alomar (en) (VF : Jonathan Dos Santos) : Fabian

Acteurs invités
- Matt Ingebretson : Matt Engelbertson (crossover avec Corporate)
- Jake Weisman (VF : Olivier Peissel) : Jake Levinson (crossover avec Corporate)

 Source et légende : version française (VF) sur RS Doublage

## Épisodes

### Saison 1 (2022)
1. A Storm is Coming
2. Putazos
3. Emotional Timothy
4. Y Tu Julio También
5. Sandy Says
6. Los Botes
7. Sh*t or Get Off the Pot
8. The Devil Made Me Do It
9. F*ck the Rich
10. A Fresh Start

### Saison 2 (2023)
1. The Rooster
2. Clyde & Clyde, Pt 1
3. Clyde & Clyde, Pt 2
4. Feel the Payne
5. Cut the Shit
6. Los Personas Invisables
7. The Big Deal
8. The Bigger Man
9. Y Tu Depression Tambien
10. Two Fuckin' Losers